# Waitangi (Northland)
Pour les articles homonymes, voir Waitangi.
Waitangi (en maori « eaux qui pleurent ») est une commune située dans la baie des Îles sur l'île du Nord en Nouvelle-Zélande. Elle est plus précisément localisée près de Paihia (commune à laquelle elle est maintenant rattachée), à environ 60 km au nord de la ville de Whangarei.
C'est ici que fut signé le traité de Waitangi le 6 février 1840, dans un pavillon érigé sur les terres de James Busby. Le traité fit de la Nouvelle-Zélande une colonie du Royaume-Uni et est généralement considéré comme le document fondateur du pays. On célèbre cet évènement tous les 6 février, jour férié appelé Waitangi Day.
La Treaty House (la « Maison du traité ») fut restaurée dans les années 1930 en préparation du centenaire de la signature du document. On fit construire également le Te Whare Runanga.

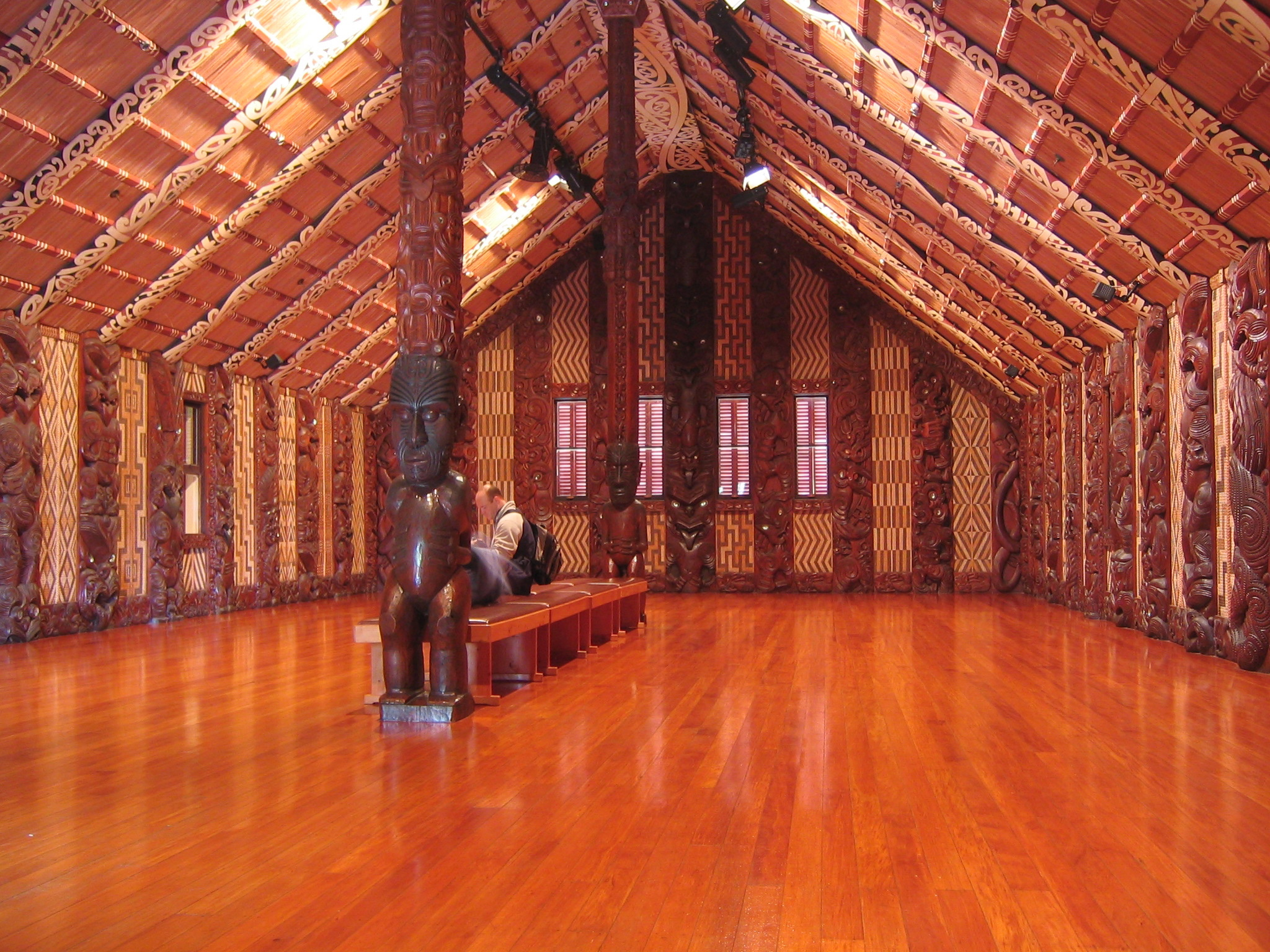
Waitangi Meeting House.

## liens externes
- (en) Site officiel
- Ressource relative à la géographie :   - New Zealand Gazetteer
- Notice dans un dictionnaire ou une encyclopédie généraliste :   - Gran Enciclopèdia Catalana
- Notices d'autorité :   - VIAF